# Guardistallo
Guardistallo è un comune italiano di 1 178 abitanti della provincia di Pisa.

## Geografia fisica
Il comune di Guardistallo si trova nella Val di Cecina e fa parte della Maremma Pisana.
- Classificazione sismica: zona 2 (sismicità medio-alta), Ordinanza PCM 3274 del 20/03/2003
- Classificazione climatica: zona D, 1927 GR/G
- Diffusività atmosferica: alta, Ibimet CNR 2002

## Storia
(Attilio Zuccagni-Orlandini, Indicatore topografico della Toscana granducale (1856))

### Preistoria
Nei primi anni del Novecento sono state rinvenute tombe risalenti al periodo eneolitico (3000-2000 a.C.), contenenti principalmente asce, pugnali di rame, punte di freccia che dimostrano come il territorio fosse abitato già in età preistorica.
I reperti sono conservati al Museo Guarnacci della vicina Volterra.

### Medioevo
Il toponimo Guardistallo è attestato per la prima volta nel 1144 e deriva dalle parole germaniche warda (guardia) e stall (luogo) con il probabile significato di luogo di guardia.
Il territorio della comunità di Guardistallo viene menzionato in un documento del 1155: Gherardo e Ranieri, figli del conte Gherardo della Gherardesca, offrono una parte dei loro beni situati nel castello di Guardistallo al vescovo di Volterra Galgano. Le vicende del piccolo borgo di Guardistallo sorto intorno al castello dei Della Gherardesca seguono per alcuni secoli lo stesso destino delle comunità vicine: Bibbona, Riparbella, Casale Marittimo e Montescudaio, anch'esse controllate per conto della Repubblica Pisana dalla famiglia comitale pisana dei della Gherardesca.

### Dalla Repubblica di Pisa al Granducato di Toscana
Nel 1406, con la caduta della Repubblica Pisana, anche Guardistallo finisce sotto il dominio fiorentino e giurà fedeltà a Firenze.
Nel 1648 il granduca di Toscana Ferdinando II concede Guardistallo e Casale Marittimo al nobile fiorentino Ferdinando Ridolfi, incaricato di ricostituire l'antico feudo di Montescudaio che diventa un marchesato.
Nel 1739 il granduca di Toscana Francesco II appartenente agli Asburgo-Lorena assegna il territorio di Guardistallo al marchese Carlo Ginori. Guardistallo viene così incorporato, insieme ai territori di Cecina, Riparbella, Casale Marittimo e Bibbona, nel Marchesato di Riparbella.

### L'unità d'Italia
Il 29 luglio 1871 Guardistallo è l'epicentro di un terremoto che raggiunge la magnitudo 5,13 della scala Richter ed il VII-VIII grado della scala Mercalli.
Il 29 giugno 1944, alla vigilia dell'arrivo delle truppe alleate, il paese fu teatro di un massacro perpetrato dai soldati tedeschi nel quale trovarono la morte 63 persone, in gran parte civili.

### Simboli
Lo stemma e il gonfalone del comune sono stati concessi con decreto del presidente della Repubblica del 22 aprile 2021.
L'attuale stemma sostituisce quello concesso con D.P.R. del 22 giugno 2012: d'argento, al castello con una sola torre posta a sinistra, di rosso, mattonato di nero, merlato alla guelfa, la torre di tre, il fastigio di sette, la torre finestrata di nero, il fastigio chiuso a destra dello stesso.
Il gonfalone è un drappo di rosso.

### Onorificenze
Guardistallo è tra le città decorate al valor militare per la guerra di Liberazione, insignita il 17 maggio 1996 della medaglia di bronzo al valor militare  per i sacrifici delle sue popolazioni e l'attività nella lotta partigiana durante la seconda guerra mondiale:

## Monumenti e luoghi d'interesse
- Chiesa dei Santi Lorenzo e Agata
- Chiesa della Madonna del Carmine
- Monastero di Nostra Signora di Valserena

## Società

### Evoluzione demografica
Abitanti censiti

## Cultura
- Teatro Marchionneschi

## Amministrazione
Di seguito è presentata una tabella relativa alle amministrazioni che si sono succedute in questo comune.
| Periodo        | Periodo        | Primo cittadino          | Partito                     | Carica  | Note   |
| -------------- | -------------- | ------------------------ | --------------------------- | ------- | ------ |
| 27 giugno 1985 | 27 maggio 1990 | Dino Ceccarelli          | Partito Socialista Italiano | Sindaco | [ 11 ] |
| 27 maggio 1990 | 24 aprile 1995 | Dino Ceccarelli          | Partito Socialista Italiano | Sindaco | [ 11 ] |
| 24 aprile 1995 | 14 giugno 1999 | Giuseppe Agostini        | centro-sinistra             | Sindaco | [ 11 ] |
| 14 giugno 1999 | 14 giugno 2004 | Giuseppe Agostini        | centro-sinistra             | Sindaco | [ 11 ] |
| 14 giugno 2004 | 8 giugno 2009  | Mauro Giuseppe Gruppelli | centro-sinistra             | Sindaco | [ 11 ] |
| 8 giugno 2009  | 25 maggio 2014 | Mauro Giuseppe Gruppelli | lista civica                | Sindaco | [ 11 ] |
| 26 maggio 2014 | in carica      | Sandro Ceccarelli        | lista civica: tutti insieme | Sindaco | [ 11 ] |